# スズメノカタビラ
スズメノカタビラ（雀の帷子、学名：Poa annua）は、単子葉植物イネ科イチゴツナギ属の一年草である。冬を越して越年草となることもある。

## 特徴
身近にごく普通に見られる雑草である。稈は株立ちし、高さ5～30センチメートル、軟弱でざらつかない。地下茎はなく、数本が株立ちになっている。全株黄緑色で柔らかい。茎は葉の基部の鞘に包まれ、葉は平らで短めの線形、真っすぐに出るが、先端がやや窪んで受けた形になっており、長さ4～10センチメートル。時折り葉の縁が波打つようになる。
花序は円錐花序で、季節を問わずに出るが主に春に開花する。花序の枝が横に広がるのが特徴の1つ。小穂は卵形、長さ3～5ミリメートル、ときに紫色を帯び、左右から偏平で小花は3～5個。
護穎は先が鈍くとがり長さ約3ミリメートル、縁は透明な膜質で、背面の中間部以下に綿毛を密生する。内穎の竜骨に綿毛がある。
名は、葉鞘や護穎の縁が膜質で、薄い単衣を思わせることによる。

## 成育環境
非常に広範囲に生育している。道端、庭の隅、畑など、おおよそ雑草の生える場所ならどこにでも生えている。しかし、どちらかと言えば湿った所を好み、水田の田植え前には一面に出る。
分布も広く、国内は全土に、国外では南極大陸にも帰化している。ヨーロッパ近辺が原産とも言われるが、不明。アメリカ大陸は、比較的近年の帰化だと考えられている。

## 変種
本種は異なる二倍体植物を起源とする複二倍体植物と考えられ、極めて変異に富む。そのため、Poa annuaに属する分類群として多数の亜種・変種群が記載されてきたが、一般的には、狭義のスズメノカタビラ(P. annua L. var. annua)とツルスズメノカタビラ (P. annua L. var. reptans)の二群のみを認める見解が多数である。
両者の相違点は、var. annua は1年生または越年性であり直立する、var. reptans は匍匐し、多年生である、とされる。また両者は種子の休眠期間に違いがあるとする報告もある。
日本では、両者の区別点として、主に基部以外の節から発根するか否かという点が取り上げられ、発根するものをツルスズメノカタビラとしている。大井(1965)は、日本産スズメノカタビラの中に叢生しないものがあることを認め、これをvar. reptans と考え、和名を「ツルスズメノカタビラ」とし、その特徴として梢が伸長、倒伏し、節から発根することを指摘した。『神奈川県植物誌2001』では、ツルスズメノカタビラは匍匐性を示し、走出枝が数センチに渡って伸長し、栄養繁殖するとされる。日本のツルスズメノカタビラはヨーロッパ原産の帰化種とも考えられている。

## 近縁種
近縁種としてはツクシスズメノカタビラ P. crassinervis が西日本にあり、やや背が高く、穂が上に向いて立つ。確実に同定するには小穂を見る必要がある。属は異なるが、やや似た姿で、似た所に生育する小型のイネ科植物としてはニワホコリ Eragrostis multicaulis があり、育ち具合によっては紛らわしいことがある。